# 中国军队经商
军队经商，是指中央军事委员会作出的一个重要决定，允许中国人民解放军和中国人民武装警察部队从事经营商业贸易，该政策于1985年4月2日正式颁布。之后中央军委认为其弊端过大，因此逐步废止了该项决策，1998年12月15日，解放军和武警部队完成大部分经营性企业脱钩，2019年7月宣布停止一切有偿服务，军队经商就此宣告终结，只有生产建设兵团（现存的只有新疆生产建设兵团）仍保持军企合一体制。

## 颁布与实施
1985年，中共中央军委扩大会议上，中央军委主席邓小平主张为改革开放节省军费开支，因此军费开支紧张，逐渐成为当时中央政府和各级政府面临的突出问题。军队因此在这个背景下，可以允许经商。1985年4月2日，由中国人民解放军总参谋部、总政治部、总后勤部制定，同年5月4日经国务院、中央军委转发施行《关于军队从事生产经营和对外贸易的暂行规定》。《暂行规定》对部队的生产经营和对外贸易活动作出明确的规定。主要内容包括：
1. 军队从事生产经营活动，要严格遵守党和国家、军队的有关政策、法令和纪律，保证战备、训练、施工等各项任务的完成和军事机密的安全。严禁走私贩私、投机倒把、偷税漏税和买空卖空、牟取高利；不准套购或倒卖国家的紧俏物资和变卖计划内分配的物资。实行企业化经营的单位，要按照国家规定申报批准，依法经营，照章纳税。严格执行军企职责分开，官商分离的原则，实行自主经营，独立核算，自负盈亏，不占军队编制，不吃国防经费，不准动用部队的在编装备和营产、原材料、燃料等[4]。
2. 军级以下单位，主要发展种植业、畜牧业、养殖业、林业和农副产品加工业。军队从事农副业生产经营活动的用兵比例，要控制在5%以内。为解决技术力量不足等问题，可通过当地人事、劳动部门聘请地方专业技术人员，允许雇请合同工、临时工。部队生产的产品，在完成上级规定的补助调剂供应和上调任务后，多余部分可利用军人服务社销售，也可委托地方商业、供销部门代销。经地方政府批准，可以与地方企事业单位合资经营某些工农业生产项目[4]。
3. 允许部队单独承包或军地合作承包国家和地方的建设项目、运输任务，以及承包国家的荒山、荒地、荒滩，进行开发和植树造林等，所需机械、车辆等装备由生产资金购置，所用兵力按规定报批。军队的宾馆、招待所实行企业化管理，可接待军外人员。收费标准，军内外人员要有区别。但军事禁区内的招待所，不准对外开放。军用机场和大型码头，经国务院和中央军委批准，为民用提供服务，按规定收费。各类医院允许收治地方伤员。开设收治外宾、华侨及港、澳、台胞病员的病房，需经军区、军兵种审查批准。院校、科研、文化、设计等事业单位，允许进行智力、技术开发、技术转让和咨询性的活动[4]。
4. 全军对外经济贸易，除总参谋部保利公司、总政治部凯利公司、国防科工委晓峰公司外，均由中国新兴公司统一管理，统一对外[5]。其他单位一律不准成立外贸公司，更不准直接对外进行贸易往来。《暂行规定》明确指出，总后勤部是贯彻执行本规定的主管部门[4]。

在中共中央军委三大总部带头下，各军种设立了联合航空公司、海洋航运公司。随后各大军区紧紧跟上，纷纷组建了自己的经贸集团，其中最为代表的是南方工贸、北方实业；在上级带动下，各集团军也纷纷进入商界。军队经营所得，确实改善了他们的训练场地和营区条件。随后省军区、军分区也逐步开展。军队经商的深入导致军办企业的产权结构更加复杂，不同部队单位合股企业、军事单位与非军事单位合股企业出现，甚至出现军事单位与外资合股企业。军队逐渐利用其军事力量，向工商、税务、海关、森林等部门施加压力。

## 废止

### 反对意见
军队经商之事遭到了以时任中华人民共和国国防部部长张爱萍为首的高级将领的极力反对。在中共中央军委常委会上，他力陈军队经商之弊：
|  | 军队和政府经商，势必导致官倒，官倒必然导致腐败。穿着军装倒买倒卖，是军队的耻辱，国家的悲哀。提倡部队做买卖赚钱，无异于自毁长城。 |

张爱萍还补充道：“我们在军委工作的人，如果连这些都制止不了，这样搞下去，将来发生了战争，该杀谁的头？首先该杀我们的。杀了我们的头，还要落下骂名、丑名、恶名！连尸首都要遗臭万年！……到时候，怪不得别人要打倒你！”
然而支持军队经商的呼声超过了反对，军队经商的政策最终得以实施。
1987年后，张爱萍退休，迟浩田刚进入中央军委。张爱萍邀请迟浩田到家中做客，期间他举出岳飞词《满江红》“靖康耻，犹未雪”一句论道，“宋朝皇帝为了弥补军费的不足，推行军队经商之略，结果是武功荒疏，军纪涣散，面对一个西夏小国，也是屡战屡败。金兵入侵时，中央政权失控，徽宗、钦宗二帝被俘。这就是历史上的‘靖康之耻’。”张爱萍谈及“饮鸩止渴”，震动触及到迟浩田。张爱萍去世后，迟浩田著文《为人顶天立，豪气逐风云》亦追忆此事。

### 停止经商活动
根据多年的情况反映，经商对部队危害很大。根據當時調查的文獻，問題一是搞经商分散了各级领导干部和机关的精力，相当数量的干部和部队投入做生意不务正业，在一定程度上削弱了军队履行职能的能力和战斗力；二是挟持槍桿子搞经商与地方争利，与民争利，不公不正影响军政军民关系，搅乱国家经济秩序；三是搞经商容易滋生腐败，腐蚀干部，败坏部队风气。军方的商业利益快速膨胀，已经发展为巨大的网络。涉及联系松散的数千家企业公司，从酒店、夜总会、高尔夫球场到航空公司、医药公司、股票经纪等。此外，一些单位在经商中挪用正常经费，实质是转移国防费，扣除挪用的经费后实际收益所剩无几，有的甚至是负数。
江泽民担任军委主席后，在国务院副总理朱镕基和军委副主席张万年、迟浩田的建议下，开始采取了逐步收缩、分步整顿的办法。1991年，军委规定师及师以下作战部队不准经营企业。1993年9月19日，中央军委决定军以下作战部队不准经商并颁发《关于整顿改革生产经营的决定》，要求“从党和国家的全局利益出发，从军队的长远建设出发，下决心对生产经营进行整顿改革，理顺关系，兴利除弊，保证军队生产经营健康发展”。
到1995年1月，军以下作战部队的企业，大军区级和副大军区级单位司、政、后勤等机关所办的企业，三总部二级部所办的企业，按规定实行集中统管。各部队外派从事劳务的兵员、装备已全部撤回。各类机械施工队、运输队已整顿压缩，并由大单位统管。全军原有企业15327个，从业人员86万多人。通过整改，企业减少6238个，占总数的40.7%；人员减少6万多人。
1995年，中央军委决定对沿海经济发达地区和经济特区的军队生产经营活动有重点的进行了清理整顿。1996年初，军委决定进一步清理整顿全军的生产经营，剥离地方挂靠企业清理控制跨区经营。1998年3月，军委又决定非作战部队也不搞生产经营。1998年7月，中共中央决定在大陆范围内集中开展打击走私活动。在这当中发现军队、武警部队一些单位和个人也有参与走私活动的；随后中央军委决定彻底调查、停止军队、武警部队的一切经商活动。
1998年7月22日，中央军委主席江泽民提笔写信提到：
|  | 万年、浩田并军委诸同志：……现已夜深人静，最近一个时期我对群众反映的腐败现象，心里深感不安，……军队必须停止一切经商活动，对军队所属单位办的各种经营性公司要立即着手清理。要雷厉风行，当然也要工作细致。 |

同日，军委主席江泽民在全军打私工作会议上给予了一个明确的结论：解放军与武警部队停止一切经商活动，从明年1月1日起，“全部吃皇粮”。随后，中央和军委都成立了军队清理经营性企业领导小组。1998年10月，中共中央、国务院、中央军委召开军队、武警部队和政法机关不再从事经商活动工作会议，通过《军队、武警部队不再从事经商活动的实施方案》。随后，总参谋部、总政治部、总后勤部、总装备部联合发出《贯彻〈军队、武警部队不再从事经商活动的实施方案〉的意见》。
当时的中共中央政治局常委、书记处书记、国家副主席胡锦涛，出任军队武警部队政法机关不再从事经商活动工作领导小组组长。胡锦涛表示：
|  | 我们必须从邓小平同志所说的事关党和国家会不会改变面貌的高度，从江泽民同志所说的防止亡党亡国危险的高度，深刻认识这个问题。这件事儿决不是可抓可不抓，而是到了非抓不可的地步；也不是可以缓抓慢抓，而是到了必须紧抓狠抓的时候。 |

至1998年12月，军队共向国家和地方政府移交企业2937个，总资产804亿元、净资产241亿元，从业人员20.9万人；确定撤销企业3928个，总资产151亿元、净资产64亿元，从业人员10.4万人，已全部停止经营活动；对保留的258个保障性企业、1088个福利性企业，按政策规定进行审查核定，实现了1998年年底前军队、武警部队与经营性企业彻底脱钩的战略决策。
1998年12月15日，解放军和武警部队完成与一切经营性企业脱钩。
2009年4月23日，原中国共产党中央军事委员会主席江泽民到杭州他曾工作过的中国联合工程公司（原机械工业部第二设计研究院）视察，在和该单位干部职工座谈时提到自己在中央的贡献：
|  | 到了北京我干了这十几年也没有什么别的，大概三件事。一个，确立了社会主义市场经济。第二个，把邓小平理论列入党章。第三个，就是‘三个代表’。如果说还有一点成绩，就是军队一律不得经商，这个对军队的命运有很大的关系。……很惭愧，就做了一点微小的工作，谢谢大家！ |

### 停止有偿服务

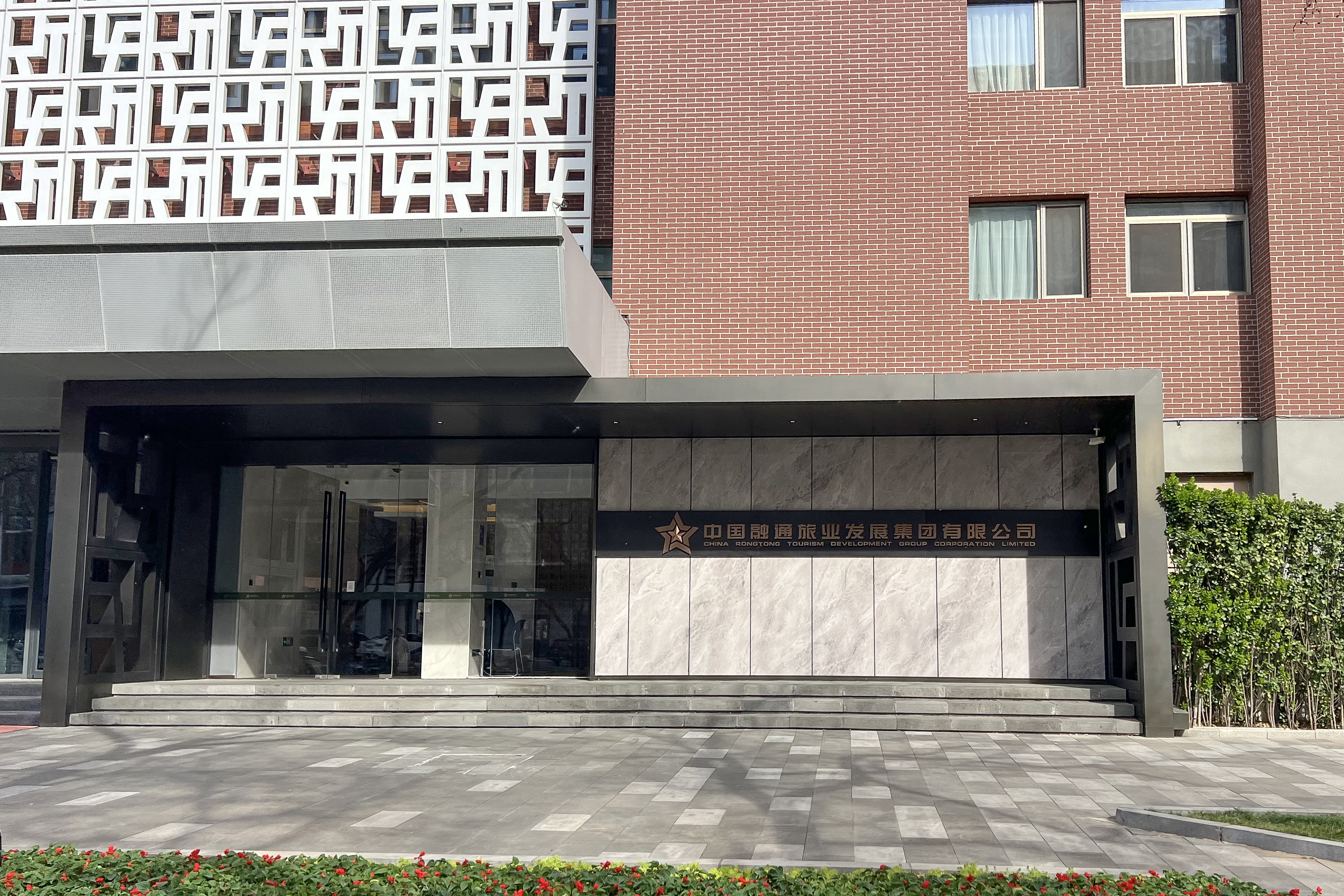
中国融通资产管理集团旗下的融通旅发

军队经商的活动在1998年后被遏制，军队和武警部队部分企业等单位无偿移交给地方，但仍留下一部分以“有偿服务”的名义继续经营，這部分的特殊範圍，集中存在于军队和武警部队医院。2009年11月，经中央军委批准，四总部研究制定的《关于加强军队单位对外有偿服务管理若干问题的意见》下发全军和武警部队贯彻执行，并于2010年成立全军对外有偿服务管理工作领导小组。2016年魏则西事件等事件使得舆论再次呼吁军队和武警部队全面停止有偿服务。
2019年7月12日，中共中央政治局常委、国务院副总理韩正在全面停止军队有偿服务工作总结表彰大会上宣布全面停止军队有偿服务任务基本完成，军队不从事经营活动的目标基本实现。

## 相关企业
| 名称                 | 隶属方                       | 成立时间 | 备注                                                             |
| -------------------- | ---------------------------- | -------- | ---------------------------------------------------------------- |
| 中国新时代集团       | 中国人民解放军总装备部       | 1980     | 2010年与中国节能投资公司重组为中国节能环保集团公司               |
| 中国保利集团         | 中国人民解放军总装备部       | 1984     |                                                                  |
| 中国凯利集团         | 中国人民解放军总政治部       | 1984     |                                                                  |
| 中国海洋航空公司     | 中国人民解放军海军           | 1985     | 2008年并入中国机械工业集团有限公司                               |
| 中国联合航空公司     | 中国人民解放军空军           | 1986     | 2004年由上海航空股份公司与中国航空器材进出口集团公司重新组建     |
| 中国新兴集团         | 中国人民解放军总后勤部       | 1989     | 2009年并入中国通用技术集团                                       |
| 北京四环制药厂       | 军事医学科学院毒物药物研究所 | 1989     | 1999年移交北京市后不久成为中关村科技旗下企业，2007年改称华素制药 |
| 中国天龙实业总公司   | 中国人民解放军第二炮兵后勤部 | 1990     |                                                                  |
| 三九集团             | 中国人民解放军总后勤部       | 1991     | 2008年并入华润集团，成为华润三九                                 |
| 中国寰岛集团         | 中华人民共和国公安部         | 1992     | 2006年并入中国诚通控股集团                                       |
| 南京金陵制药集团     | 南京军区后勤部               | 1995     | 现金陵药业股份有限公司                                           |
| 长城CDMA试验网       | 中国人民解放军总参谋部通信部 | 1995     | 与北京、上海、西安、广州邮电管理局共建，2001年移交中国联通       |
| 中国融通资产管理集团 | 多军种后勤部门等             | 2020     |                                                                  |